# Cândido Ferreira (político)
Cândido Manuel Pereira Monteiro Ferreira (Febres, Cantanhede, 7 de abril de 1949 — Leiria, 21 de março de 2023) foi um médico e político português, que foi candidato a Presidente da República Portuguesa em 2016.

## Biografia
Nasceu em Febres, Cantanhede, em 1949.
Na sua juventude, opôs-se ao regime do Estado Novo, chegando a ser detido.
Em 1974, após a Revolução dos Cravos, filiou-se no Partido Socialista de Mário Soares. Em 1976, foi mandatário-jovem da candidatura presidencial de Ramalho Eanes às presidenciais do mesmo ano, tendo-se desvinculado do Partido Socialista, para onde voltaria em 1982.
Foi membro da Assembleia Municipal de Leiria, tendo sido o líder da bancada do PS entre 1985 e 1989. Chegou ainda a ser candidato a Presidente da Câmara Municipal, perdendo para o candidato social democrata.
Foi Presidente da Federação Distrital do Partido Socialista em Leiria entre 1991 e 1995, sendo diretor de campanha local de Jorge Sampaio nas presidenciais de 1996.
Foi ainda candidato à Assembleia da República pelo PS nas eleições legislativas de 2002, em lugar não elegível.
Em 2011, candidatou-se à liderança do Partido Socialista contra o Primeiro Ministro José Sócrates. Após ter sido derrotado por Sócrates, deixou o Partido Socialista, não chegando a tomar posse na comissão nacional.
Em 2015, apresentou-se em Cantanhede como candidato às eleições presidenciais de 2016. A sua candidatura presidencial foi marcada por um momento em que abandonou um debate presidencial com Marcelo Rebelo de Sousa, Jorge Sequeira e Vitorino Silva, por discordância com os tempos de antena dados a cada candidato. Ficou na última posição entre 10 candidatos, com pouco mais de 10 mil votos, tornando-se o candidato presidencial que obteve o menor número de votos desde 1974.
Morreu a 21 de março de 2023, em Leiria.